# A bayoneta calada
A bayoneta calada (Fixed Bayonets!) es una película estadounidense dirigida y escrita por Samuel Fuller, veterano de la Segunda Guerra Mundial, producida por Twentieth Century Fox Film Corporation y estrenada en 1951. Su temática es bélica y se enmarca en la guerra de Corea. La película es una adaptación de la novela de John Brophy en la que el director adapta con bastante libertad el libro. Esta fue una de las primeras películas de Samuel Fuller aunque antes ya había dirigido una de idéntica temática, Casco de acero.

## Sinopsis
Durante la guerra de Corea, un destacamento del ejército estadounidense planea su retirada, de manera que el enemigo no tenga conocimiento de este movimiento. El plan para llevar a cabo está maniobra es dejar a un grupo de 48 hombres, en la posición de partida, de modo que los soldados norcoreanos no aprecien ninguna ninguna disminución en el número de hombres y así piensen que se van a enfrentar al destacamento al completo. La película se desarrolla en un escenario de montañas, donde el frío y la nieve son constantes.
El actor principal es Richard Basehar, interpretando a “El Cabo Denno”, el cual es un militar que está en el frente junto con los 47 hombres restantes, pero todavía no ha matado a nadie. Durante la película se ve un progresivo desarrollo psicológico del protagonista, en principio a consecuencia de la necesidad de sobrevivir, ya que los tres mandos de rango superior, mueren, hasta quedar el solo como líder y responsable de las vidas de los restantes hombres. Todo el film se desarrolla bajo el constante asedio de los norcoreanos. 
La película no muestra constantes escenas de batalla ni al enemigo, sino que da un gran papel a las relaciones que se desarrollan entre los soldados así como al protagonista, mostrando a su vez escenas de suspense y tensión, como cuando "El Cabo Denno" tiene que salvar a un hombre de un campo de minas. Su prueba definitiva sería la de intentar eliminar a un tanque, el cual, como cita en el film, indica que el ejército norcoreano ha descubierto el movimiento y se acercará con más tropas. El protagonista asume el control del operativo para destruir el tanque, matando así al enemigo, el cual es consciente de la situación de los estadounidenses logrando haciéndoles huir a reencontrase con su retaguardia.

## Reparto
| Actor            | Personaje           |
| ---------------- | ------------------- |
| Richard Basehart | Cabo Denno          |
| Gene Evans       | Sargento Rock       |
| Michael O´Shea   | Sargento. Lonergan  |
| Richard Hylton   | Médico John Wheeler |
| Craig Hill       | Gibbs               |
| Skip Homeier     | Whitey              |
| James Dean       | Doggie              |

## Créditos
| Equipo                    | Nombre                                     |
| ------------------------- | ------------------------------------------ |
| Director, Guion           | Samuel Fuller                              |
| Original                  | John Brophy                                |
| Música                    | Roy Webb                                   |
| Fotografía                | Lucien Ballard                             |
| Editor                    | Nick DeMaggio                              |
| Director de Arte          | George Patrik & Lyle R. Wheeler            |
| Decoración                | Thomas Little y Fed J. Rode                |
| Maquillaje                | Ben Nye                                    |
| Asistente de director     | Paul Helmick                               |
| Departamento de sonido    | Eugene Grossman y Harry M. Leonard         |
| Sonidos especiales        | Larry Chapman Louis J. Witte               |
| Efectos visaules          | Ray Kellogg y Fred Sersen                  |
| Acróbatas                 | Richard Elmore y Ted Jordan & James Magill |
| Departamento de vestuario | Charles Le Maire y Sam Benson              |

## Temas
El tema principal de la película es un elogio al papel de la infantería norteamericana. Esta se ambienta en la guerra de Corea, que dura desde 1950 hasta 1953. Su carácter propagandístico se marca en la pretensión de homenajear el valor y sacrificio de sus soldados, ya que su estreno coincide en pleno conflicto bélico. También hace alusión a la guerra contra la amenaza invisible, ya que en esos momentos EE. UU. y la URSS están envueltos en la Guerra Fría.